# Batai János
Batai János (Debrecen, 1964. március 7. – 2020. június 11.) válogatott röplabdázó, újságíró.

## Pályafutása
Batai János és Sánta Eszter gyermekeként született. 1982-ben a nyíregyházi Vasvári Pál Gimnáziumban érettségizett. 1982 és 1992 között a Nyíregyházi VSSC röplabdázója volt. Közben egy évet Franciaországban játszott. 1990–91-ben tíz alkalommal szerepelt a válogatottban. Visszavonulása után sport- és bűnügyi újságíró lett. 25 éven át közvetített hazai ralikrossz- és autokrosszversenyeket.

## Sikerei, díjai
Nyíregyházi VSSC
- Magyar bajnokság
  - 2.: 1989–90
  - 3.: 1988–89
- Magyar kupa
  - győztes: 1991
  - 2.: 1989